# Desmosoma elongatum
Desmosoma elongatum là một loài chân đều trong họ Desmosomatidae. Loài này được Bonnier miêu tả khoa học năm 1896.